# Air Luxor
Air Luxor war eine auf dem Flughafen Lissabon beheimatete portugiesische Fluggesellschaft, die ihren Betrieb im Jahr 2006 eingestellt hat.

## Geschichte

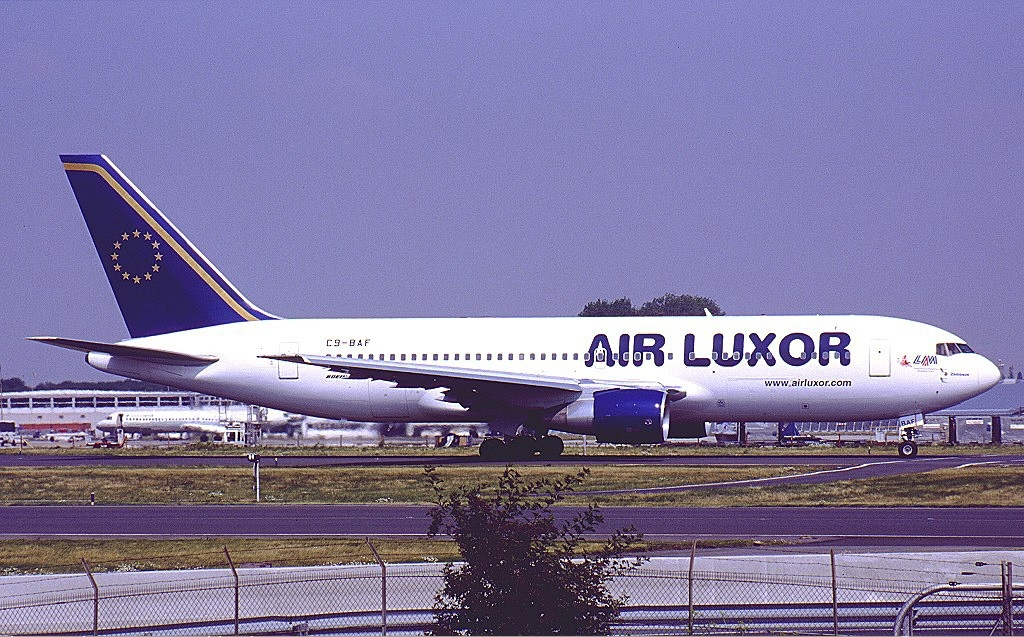
Eine Boeing 767-200 hatte Air Luxor im Jahr 2001 kurzzeitig von LAM geleast

Air Luxor wurde im Jahr 1988 in Lissabon von der portugiesischen Familie Mirpuri als Lufttaxiunternehmen gegründet. Die Aufnahme des Flugbetriebs erfolgte im Folgejahr mit zwei Aero Commander (500S sowie 690B) und einer Cessna P206. Die Gesellschaft stellte Anfang der 1990er Jahre mit einer Cessna 501 Citation I ihr erstes Strahlflugzeug in Dienst. Im Frühjahr 1996 ging der Geschäftsführer Paulo Mirpuri eine Kooperation mit der US-amerikanischen Executive Jet Aviation ein, wodurch innerhalb von Air Luxor die Firmensparte NetJets - Transportes Aéreos entstand. Air Luxor leaste im selben Jahr von dem US-amerikanischen Partnerunternehmen eine Cessna 500 Citation und sieben Cessna S550 Citation II, die sie unter der neuen Marke NetJets Europe auf internationalen Geschäftsflügen einsetzte. Gleichzeitig eröffnete Air Luxor Niederlassungen auf den Flughäfen Exeter (Großbritannien) und Paris-Le Bourget (Frankreich), wo zunächst jeweils eine Cessna 550 beziehungsweise eine Dassault Falcon 20E stationiert waren. Bis Frühjahr 1997 richtete sie eine weitere Niederlassung in London-Luton sowie eine Tochterfirma in Macau (damals  portugiesische Kolonie) ein.

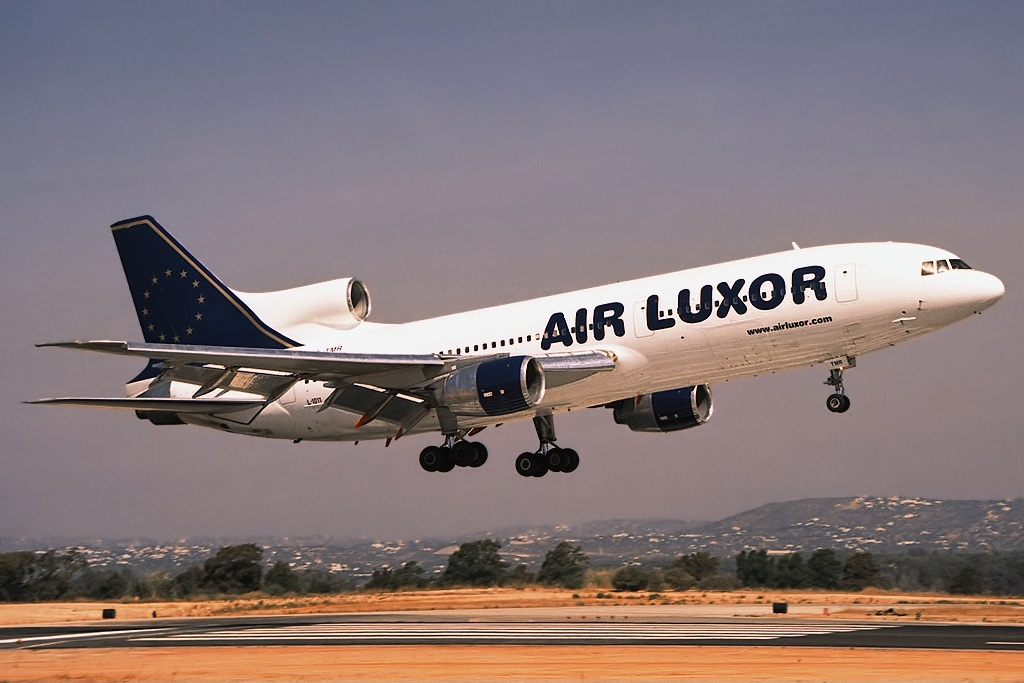
Eine Lockheed L-1011 TriStar der Air Luxor, 2003

Im Juni 1997 mietete Air Luxor ein Großraumflugzeug des Typs Lockheed L-1011-500 Tristar von Air Madeira, das sie im Anschluss für diese Gesellschaft und andere Unternehmen im Wetlease einsetzte. Ein zweites Verkehrsflugzeug dieses Typs übernahm sie im Jahr 1999. Die Flotte wurde ab Anfang 1999 mit Geschäftsflugzeugen der Typen BAe 125, Dassault Falcon 2000 und Hawker 800P erheblich vergrößert. Air Luxor betrieb im Frühjahr 2001 fünf Cessna 550, eine Cessna 560XL, drei Cessna 650, zwei BAe 125, zehn Hawker 800P, eine Dassault Falcon 20E, zwei Dassault Falcon 900 und fünf Dassault Falcon 2000 im Geschäftsflugverkehr unter der Marke Netjets Europe. Zu dieser Zeit waren weitere acht Dassault Falcon 2000 bestellt. Gleichzeitig kamen zwei Airbus A320-200 und zwei Lockheed L-1011-500 auf Charterflügen sowie im Auftrag anderer Fluggesellschaften zum Einsatz. Im Zuge einer Umstrukturierung der Unternehmensgruppe wurde die Firmensparte Netjets im Jahr 2001 als eigenständiges Unternehmen ausgelagert. Gleichzeitig trat Air Luxor den größten Teil der Geschäftsflugzeuge an die neue Gesellschaft ab. Im Frühjahr 2002 setzte das Unternehmen fünf Airbus A320 und zwei Lockheed Tristar im Charterverkehr sowie im Rahmen von ACMI-Vermietungen für andere Fluggesellschaften ein. Daneben waren weiterhin je eine Cessna 560XL, Cessna 750, Dassault Falcon 20E, Dassault Falcon 900 und Dassault Falcon 2000 auf Air Luxor registriert. Der erste Airbus A330-300 ergänzte am 4. Dezember 2002 die Flotte, ein zweiter folgte am 30. Juni 2003.
Im September 2002 entstand mit der Air Luxor STP (IATA-Code: C2, ICAO-Code: ALU) ein Tochterunternehmen in São Tomé und Príncipe, an dem die portugiesische Gesellschaft eine 49%ige Beteiligung hielt. Im Folgejahr gründete die Unternehmensgruppe mit der Air Luxor GB (IATA-Code: L8, ICAO-Code: LXG) eine weitere Tochtergesellschaft in Guinea-Bissau. Die afrikanischen Gesellschaften setzten vom Mutterunternehmen gemietete Airbus A320 ein und führten primär Linienflüge nach Lissabon durch.

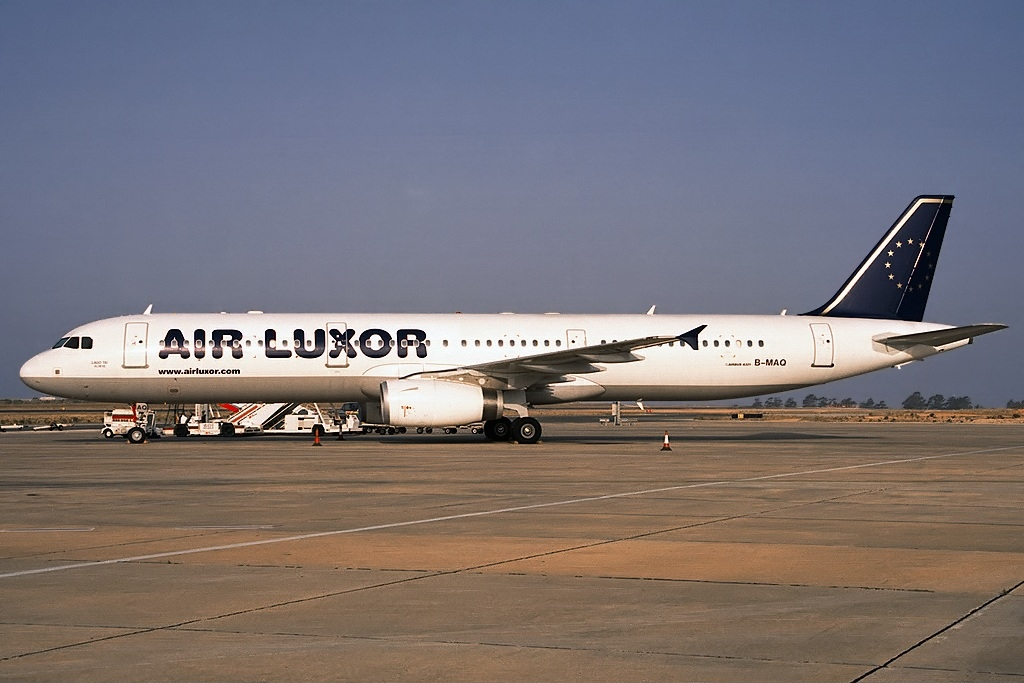
Ein Airbus A321-200 der Air Luxor

Das Unternehmen verfügte im Frühjahr 2005 über vier Airbus A320-200, zwei Airbus A330-300 und zwei Lockheed L-1011-500, wobei letztere an die portugiesische Charterfluggesellschaft Luzair vermietet waren. Im Oktober 2005 wurde bekannt, dass Air Luxor im Folgejahr in Hi Fly umbenannt werden würde, um sie stärker von der luxemburgischen Luxair und der ägyptischen Luxor Air abzugrenzen. Noch im selben Monat unterbreitete die portugiesisch-kanadische Longstock Financial Group ein Übernahmeangebot für die Fluggesellschaft, wobei sie primär an deren ACMI-Leasinggeschäften interessiert war. Während der Verkaufsverhandlungen gründete Paulo Mirpuri, der Geschäftsführer von Air Luxor, ein neues Unternehmen namens Hi Fly, in das er den Charterflugbereich von Air Luxor auslagerte. 
Anfang Juli 2006 wurde Air Luxor, die bis dahin den Flugbetrieb für das Schwesterunternehmen Hi Fly durchgeführt hatte, zum Preis von 150 Millionen Euro an die Longstock Financial Group verkauft. Die Longstock Financial Group übernahm dabei auch zwei Airbus A320, die Air Luxor seit Mai 2004 langfristig von dem Leasingunternehmen AWAS gemietet hatte. Anfang September 2006 wurden die zwei Flugzeuge, welche die Gesellschaft damals für die französische Aigle Azur einsetzte, wegen offener Leasingraten in Paris-Orly kurzzeitig beschlagnahmt. Nachdem die französischen Behörden beide Maschinen im Oktober 2006 aus gleichem Grund nochmals stilllegen mussten, wurde Air Luxor das Air Operator Certificate von der portugiesischen Luftfahrtbehörde noch im selben Monat entzogen. Gleichzeitig stellten auch ihre zwei afrikanischen Tochterunternehmen den Flugbetrieb ein.

## Flotte

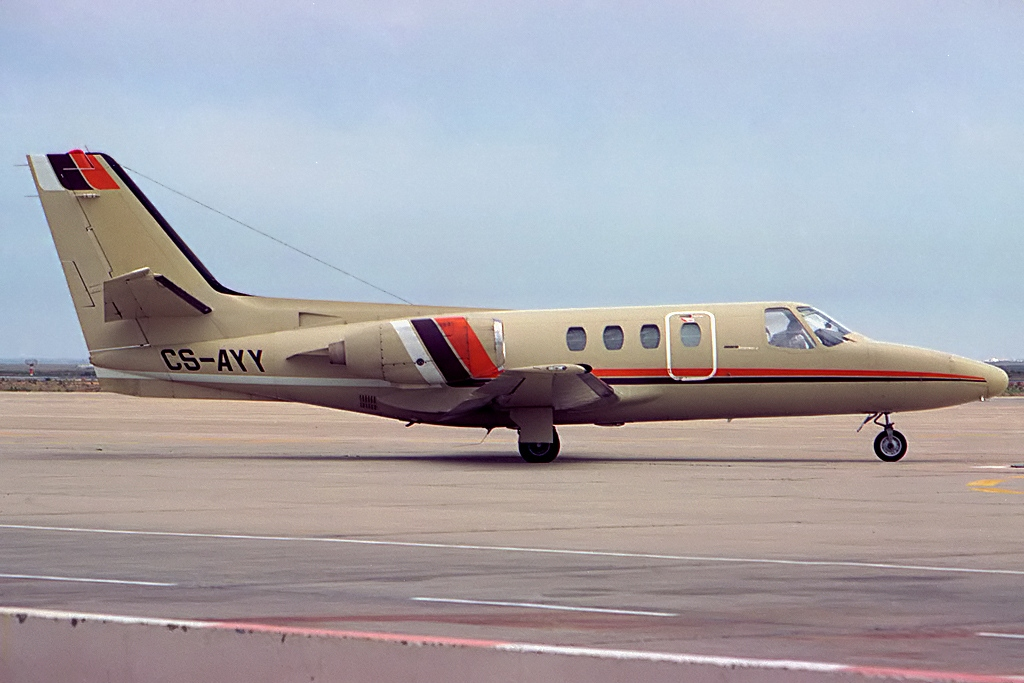
Die erste Cessna 501 Citation I der Air Luxor

Im Lauf ihrer Geschichte betrieb die Gesellschaft folgende Flugzeugtypen:
| - Aero Commander 500S und 690B - Airbus A319-100 - Airbus A320-200 - Airbus A330-300 - Antonow An-12BP - BAe 125-800A - Boeing 767-200ER - Cessna P206 - Cessna 500 Citation - Cessna 501 Citation I | - Cessna S550 Citation II - Cessna 560XL Citation Excel - Cessna 750 Citation X - Dassault Falcon 20E - Dassault Falcon 900 - Dassault Falcon 2000 - Lockheed L-1011-385 Tristar 500 - Raytheon Hawker 800P - Short 330-200 |

## Zwischenfälle
Am 4. Februar 1998 verunglückte eine Antonow An-12 (Kennzeichen: LZ-SFG) infolge eines doppelten Triebwerkausfalls kurz nach dem Start vom auch zivil genutzten Militärflugplatz Lajes. Air Luxor hatte die Maschine zum Transport von Luftpost zwischen Lissabon und den Azoren im Wetlease von der bulgarischen Air Sofia gemietet. Alle sieben Insassen des Frachtflugzeugs kamen bei dem Absturz ums Leben.